# Copa de Cataluña femenina de waterpolo
La Copa de Cataluña de waterpolo femenino es una competición de waterpolo entre clubes catalanes organizado por la Federación Catalana de Natación que se celebra desde el año 2008.

## Historial
| Edición | Año  | Ganador        |
| ------- | ---- | -------------- |
| I       | 2008 | CE Mediterrani |
| II      | 2009 | CN Sabadell    |
| III     | 2010 | CN Sabadell    |
| IV      | 2011 | CN Sabadell    |
| V       | 2012 | CN Sabadell    |
| VI      | 2013 | CN Sabadell    |
| VII     | 2014 | CN Sabadell    |
| VIII    | 2015 | CN Sabadell    |
| IX      | 2016 | CN Sabadell    |
| X       | 2017 | CN Sabadell    |
| XI      | 2018 | CN Sabadell    |
| X       | 2019 | CN Sabadell    |
| XI      | 2020 | CN Sabadell    |

## Palmarés
| Club           | Títulos |
| -------------- | ------- |
| CN Sabadell    | 11      |
| CE Mediterrani | 1       |

- Datos: Q2999861